# Robert Cowan
Robert Cowan (* 1796 in Glasgow; † 8. Oktober 1841) war ein schottischer Arzt. Als 1839 neue Regius-Professuren an der University of Glasgow vergeben wurde, wurde Cowan wegen seiner Mitgliedschaft in der Whig-Partei zum ersten Regius Professor of Forensic Medicine berufen.

## Leben
Cowans Vater, ebenfalls Robert Cowan, wirkte als Chirurg in Glasgow. Cowan jr. studierte an der University of Glasgow Medizin und Künste mit ergänzenden Studienaufenthalten in Edinburgh (1815) und Paris (1818). Nach Abschluss der Formalien wurde er 1819 in der Fakultät der Mediziner in Glasgow aufgenommen. Von 1824 bis 1830 und erneut von 1836 (1837) bis 1838 praktizierte er an der Glasgow Royal Infirmary. 1834 wurde er M.D. promoviert.
Cowans Hauptinteresse war die statistische Erfassung von fiebrigen Erkrankungen und der Pocken. Seine Ergebnisse weckten in ihm die Idee, die hygienischen Bedingungen der Stadt zu verbessern, die er für die Hauptursache der Erkrankungen hielt. Cowan wurde eine bekannte Persönlichkeit in der Stadtpolitik und er war Mitbegründer der Glasgow Statistical Society, 1835, mit dem Ziel, den Zusammenhang zwischen sanitären Zuständen und der Erkrankungshäufigkeit im Westen Schottlands zu untersuchen.
Viele von Cowans Vorschlägen zur Verbesserung der sanitären Bedingungen wurden später umgesetzt. Er hielt verschiedene Positionen im öffentlichen Leben der Stadt, darunter Schatzmeister der Medical Society des Gesundheitssenats (1825–1829), medizinischer Berater des Bezirks Bo'ness (1831) und Sekretär des Gesundheitssenats des Bezirks Barony Parish (1832). 1836 leitete er das Fiberkrankenhaus in Glasgow und leitete die Stirling's Library, 1837.

## Regius Professur
1839 wurde Cowan zum ersten Regius Professor of Forensics an die University of Glasgow berufen. Der Lehrstuhl wurde zwar mit Empfehlung der Royal University Commission to the Scottish Universities, 1826, aber gegen den Widerstand der konservativen, der Tory-Partei nahestehenden Universitätsleitung vergeben. Cowans Ernennung erfolgte ohne Wissen der Universitätsleitung. Treibende Kraft war die kurzzeitig an der Regierung befindliche Whig-Partei, die mit Cowan auch ihren Kandidaten durchsetzte. Cowan hatte Ambitionen und obwohl der Lehrstuhl ursprünglich als Medical Jurisprudence and Forensic Medicine bezeichnet wurde, verwendete Cowan die Bezeichnung Medical Jurisprudence and Medical Police. Die „Medical Police“ (~ öffentliches Gesundheitswesen) war in der 1807 gegründeten Edinburgher Schwesterprofessur integraler Bestandteil und Cowan ein besonderes Anliegen.
Cowan hatte einige Statistiken zur Gesundheitsvorsorge in Glasgow veröffentlicht, in denen er den starken Anstieg der Pocken und fibrigen Erkrankungen in Glasgow von 1795 bis 1836 kartierte. Dabei zeigte sich ein gleichmäßiger Anstieg seit 1816 und die steil ansteigende Kurve ab 1836. Cowan stellte aber keinen direkten Zusammenhang zwischen Krankheit und Armut her. Seine Daten zeigten im Gegenteil, dass die Lebenserwartung in einer Phase von vergleichsweise hohen Löhnen und geringer Arbeitslosigkeit sank. Diese Ergebnisse stellte er auch Edwin Chadwick und der statistischen Kommission zu den Lebensumständen in Schottland auf einem Treffen der British Association for the Advancement of Science (BAAS) 1840 in Glasgow vor. Dabei schien Cowan seinem Kollegen William Pulteney Alison und früheren Regius Professor of Forensic Medicine an der University of Edinburgh zu widersprechen, der vehement die Hygienetheorie vertrat. Chadwick folgerte aus den Daten, dass Einkommen kein wesentlicher Einfluss sei, sondern dass stattdessen die Örtlichkeit den größten Einfluss habe. Der Zusammenhang zu den hygienischen Bedingungen wurde aber nicht hergestellt. In der Folge wurde dieser wesentliche Einfluss für lange Zeit missachtet und die hygienischen Zustände blieben schlecht.
Aufgrund gesundheitlicher Probleme konnte Cowan fast keine Lehrveranstaltung als Professor für Forensik durchführen. Er verstarb nur zwei Jahre nach seiner Ernennung am 8. Oktober 1841, ohne dass er im Amt einen wesentlichen Erfolg erzielen konnte. Sein Nachfolger wurde Harry Rainy, ein der Tory-Partei nahestehender Arzt, der die Medical Police vollständig aus dem Lehrplan strich und sich auf Forensik und Jura konzentrierte. Das führte in der Frühzeit der industriellen Revolution in Glasgow zu Unterlassungen, die erst viel später behoben wurden.

## Familie
Cowans Sohn, John Black Cowan wurde 1865 zum vierten Regius Professor of Materia Medica berufen, wo er bis 1880 lehrte.

## Bibliografie
- 1837: Vital Statistics of Glasgow
- 1840: Vital Statistics of Glasgow – Illustrating the Sanitary Condition of the Population